# HijackThis
HijackThis est un outil d'aide à la détection de paramètres modifiés par des programmes malveillants, sur les systèmes d'exploitation Microsoft Windows. Les droits de ce programme appartiennent à la société Trend Micro.

## Présentation
HijackThis est un centre de contrôle qui permet de détecter les installations nuisibles sur les navigateurs web et les logiciels qui se lancent au démarrage de Windows. Il peut aussi enregistrer les paramètres de configuration du système et les restaurer en cas de problème. Il fournit un log après l'analyse.

## Fonctionnement
HijackThis crée la liste des points sensibles dans la base de registre, les processus et les services, ainsi que dans d'autres endroits, favoris des logiciels malveillants.
Cette liste, une fois visualisée par l'utilisateur, est utilisée pour supprimer les entrées de la base de registre altérées par les malwares.
HijackThis ne supprime pas les fichiers sur le disque dur, ceci est à faire manuellement après la modification de la base de registre.
HijackThis est aussi capable :
- d'afficher et arrêter les processus en mémoire ainsi que les dll qui en dépendent ;
- de supprimer un fichier au redémarrage de la machine. Dans certains cas il est difficile de supprimer des fichiers, car ces dernières restent en mémoire. HijackThis permet de supprimer ces fichiers au redémarrage de Windows avant qu'ils soient présents en mémoire ;
- de lister et supprimer les rootkits utilisant les ADS (Alternate Data Stream File) ce qui permet de cacher des fichiers du disque dur.

## Historique
Le créateur de HijackThis est Merijn Bellekom, un étudiant en chimie hollandais et développeur sur le forum SpyWareInfo.
Merijn Bellekom a arrêté l'amélioration de ce logiciel. La version finale était donc la 1.99.1 avant qu'il ne revende ce programme à la société Trend Micro début 2007. Le logiciel est rapidement abandonné, puis publié sous licence libre. Un projet open source voit le jour afin de maintenir l'outil, mais est lui aussi abandonné. L'outil est désormais obsolète et d'autres outils, plus performants, lui sont préférés.